# NU (Rapper)
NU51 (vormals NU, bürgerlicher Name Noel Amadu; * 1991 in Düren/Nordrhein-Westfalen) ist ein deutschsprachiger Rapper.

## Leben
2017 veröffentlichte Nu51 seine Debütsingle „Neun Milli“ über Alles Oder Nix Records. Es folgen weitere Releases wie „Immer wenn es regnet“ oder „Mund kämpft nicht“, ebenfalls über AON.
Aufgrund einer Inhaftierung musste der junge Künstler zunächst Abstand von Musikmachen nehmen. 2018 entschied er sich jedoch dazu u. a. mit Des, den er von Kindheitsbeinen an kennt, das Bantu Nation Label zu gründen. Daraufhin veröffentlichte er seine erste EP „Zwiegespalten“ mit Songs wie „Jogger“ sowie mehrere Tracks auf dem Album „Free Bantu Nation“ mit Features von Xatar oder Manuellsen.
Sein Sommertrack „Jasmin“ mit Labelkollegen Sugar MMFK erschien Mitte 2019.
Trotz der Inhaftierung kreierte Nu51 auch weiterhin Musik, um im Jahr 2020 wieder Veröffentlichungen zu haben. Vor dem Start der eigenen Singlereleases war Nu51 zunächst auf dem gemeinsamen Track „Mein Block“ mit dem Bantu Nation Künstler G-Mac zu hören.
In dem Monat April droppte Nu51 die erste Single „Benjamins“ aus dem Album „Akte Nu51“, die Labelkollegen Sugar MMFK und G-Mac, sowohl als auch den CEO Des involvierte. Die darauffolgende Singleauskopplung mit dem Titel „Patricia“ hatte den zuvor entbrannten Rassismus-Skandal und den folgenden Konflikt mit dem Berliner Rapper Fler als Vorgeschichte. Weitere Singles „Mehr davon“ und „Ich will nicht“ mit der Rapperin Eunique erscheinen vor der Veröffentlichung des Albums am 6. November 2020.

## Diskografie
Singles
- 2017: Neun Milli
- 2017: Niemals so sein
- 2018: Immer wenn es regnet
- 2018: Lass laufen (mit Sugar MMFK)
- 2018: Ich mach was ich will (mit Sugar MMFK, G-Mac, Des)
- 2018: Weiter Weg (XATAR feat. NU)
- 2018: Wollen & Jagen
- 2018: Jogger
- 2018: Zwiegespalten
- 2018: Sugar MMFK – Pass auf
- 2019: Jasmin (mit Sugar MMFK)
- 2019: Loyalität (mit Des und Manuellsen)
- 2019: Nu51 feat. Xatar – Was Krieg
- 2020: Benjamins
- 2020: Mein Block (mit G-Mac, Sugar MMFK)
- 2020: Patricia
- 2020: Mehr davon
- 2020: Ich will nicht (ft. Eunique)
- 2020: Benjamins [feat. Des]
- 2020: Nachtlang wach
- 2020: Vision
- 2020: Brauch kein Trip
- 2020: Rille
- 2020: Mehr davon
- 2020: Bang Bang
- 2020: Bis zum Ende [feat. Ra’is]
- 2020: Rücken
- 2020: Hab Gelernt  [feat. Cashmo]
- 2020: Tijani
- 2020: Es tut mir leid

Alben 
- 2018: Zwiegespalten
- 2020: Akte Nu51
- 2022: Fusion [feat. Sugar MMFK]